# Strašna Jožeta
Strašna Jožeta sta bila humoristični tandem v razvedrilni oddaji Na zdravje!, ki se je na Televiziji Slovenija predvajala med letoma 2007 in 2013 ter nato še v oddaji Raketa na Planet TV. Vlogi sta igrala Jože Krajnc (1953-2024) in Jože Robida (*1958).